# Eremophila macgillivrayi
Eremophila macgillivrayi är en flenörtsväxtart som beskrevs av John McConnell Black. Eremophila macgillivrayi ingår i släktet Eremophila och familjen flenörtsväxter. Inga underarter finns listade i Catalogue of Life.